# Nesopupa turtoni
Nesopupa turtoni foi uma espécie de gastrópodes da família Pupillidae.
Foi endémica da Santa Helena (território).